# Аназапта
«Аназапта» (англ. Anazapta) — британский художественный фильм в жанре исторического триллера, вышедший на экраны в 2002 году. Режиссёром проекта стал Альберто Скьямма, главные роли сыграли Джейсон Флеминг, Лина Хиди, Давид Ла Эй, Кристофер Фэйрбэнк.

## Сюжет
Действие фильма происходит в Англии в 1348 году. Леди Матильда де Меллерби узнаёт, что её муж, сэр Уолтер, оказался в плену во Франции. В её поместье приводят знатного пленника Арно де Сент-Амана, которого можно выменять на сэра Уолтера. Однако вскоре люди в поместье начинают умирать самым загадочным образом. Выясняется, что это Арно насылает на них смерть в наказание за грехи.

## В ролях
- Джейсон Флеминг — Николас
- Лина Хиди — леди Матильда де Меллерби
- Давид Ла Эй — Жак де Сент-Аман
- Кристофер Фэйрбэнк — дворецкий
- Иэн Макнис — епископ

## Восприятие
«Энциклопедия международного кино» описывает «Аназапту» как историко-приключенческий фильм, сюжет которого «основан на общепринятых образцах и мифах». Майлз Филдер из Empire охарактеризовал картину как «мрачный и грязный средневековый детектив с чередой уродливых жестокостей», «смесь „Имени розы“ и „Возвращения Мартина Герра“». По его словам, постановка «довольно интригующая», но действие разворачивается слишком медленно, а финал неубедителен. Рецензент из TimeOut London заявил, что не понимает, «о чём думали создатели этого малобюджетного фильма с грабежами, беспорядками и Леной Хиди в поясе целомудрия». Эта «драма мести, пропитанная грязью», по его мнению, не похожа на эксплуатационное кино, но «далеко не настолько сложна, чтобы её можно было рассматривать как нечто иное».
Рецензент The Guardian охарактеризовал «Аназапту» как «средневековую сказку о Чёрной смерти, снятую в Уэльсе испанским режиссером рекламных роликов». По его словам, в этом фильме «приличный британский актёрский состав борется с грязью и ужасными диалогами, а героине приходится мастурбировать, надевая пояс верности. Дух святого Тургида, покровителя малобюджетных исторических фильмов, витает над происходящим, и этого следует избегать, как… ну, как чумы».